# Kim Yong-nam
Kim Yong-nam (4 de fevereiro de 1928), é um político norte-coreano aposentado, que, entre 5 de setembro de 1998 e 11 de abril de 2019, foi o Presidente do Presidium  da Assembleia Popular Suprema da  República Democrática Popular da Coreia e, entre 1983 e 1998, foi Ministro das Relações Exteriores. Em 2010, foi eleito para integrar o Presidium do Politburo do Partido dos Trabalhadores da Coreia.

## Biografia
De acordo com Fyodor Tertitskiy, nasceu de uma família coreano-chinesa na aldeia de Dapu Shihe na Manchúria, que atualmente é parte do território da Província de Liaoningue (China). Durante a Guerra da Coreia, veio para a Coréia do Norte, como integrante do Exército Voluntário do Povo e optou por ficar. Pouco antes do fim da guerra em 1953, ele foi estudar na União Soviética. Sua vivência na União Soviética e na China ajudaram a ter um bom desempenho nas relações exteriores.
A partir de 1956, ele se tornou chefe de seção no Departamento de Relações Exteriores do Comitê Central do Partido dos Trabalhadores da Coreia (PTC) e, a partir de 1962, passou a ser vice-ministro de relações exteriores.
De acordo com sua biografia oficial, nasceu em Pyongyang e, depois de se formar na universidade:
1. trabalhou como professor na Escola Central do PTC;
2. tornou-se: vice-diretor de departamento do Comitê Central do PTC;
3. tornou-se vice-ministro de relações exteriores;
4. primeiro vice-diretor de departamento do Comitê Central do PTC;
5. diretor de departamento do Comitê Central do PTC;
6. secretário do Comitê Central do PTC;
7. vice-premier do conselho de administração e, simultaneamente, Ministro das Relações Exteriores.[4]

A partir de agosto de 1978, passou a integrar o Politburo do PTC.
Acredita-se que sua elevação a Ministro das Relações Exteriores tenha ocorrido como parte de uma reorganização da burocracia diplomática, após o Atentado de Rangum em outubro de 1983.
Como presidente do Presidium, às vezes era chamado de "chefe de estado nominal" da Coreia do Norte.
Segundo Don Oberdorfer, seria enigmático e rígido em seu papel oficial, mas, pessoalmente agradável, altamente inteligente e uma figura importante nos bastidores em Pyongyang.
No 11 de abril de 2019, se aposentou, aos 91 anos, após quase 21 anos como Presidente da Assembleia Popular Suprema e cerca de quatro décadas como integrante do Politburo do PTC.